# دولیچیل بتا-دی-گلوکوزیل فسفات
دولیچیل بتا-دی-گلوکوزیل فسفات (به انگلیسی: Dolichyl beta-D-glucosyl phosphate) با فرمول شیمیایی C26+5nH47+8nO9P یک ترکیب شیمیایی با شناسه پاب‌کم 24892725 است. که جرم مولی آن متغیر می‌باشد. 